# Hygrophila serpyllum
Hygrophila serpyllum är en akantusväxtart som beskrevs av Nees T. Anderson. Hygrophila serpyllum ingår i släktet Hygrophila och familjen akantusväxter. Inga underarter finns listade i Catalogue of Life.